# Коныров, Рысбек Мадиулы
Рысбек Мадиулы Коныров (каз. Рысбек Мәдиұлы Қоңыров; 22 июля 2002, Уральск, Казахстан) — казахстанский футболист, полузащитник.

## Клубная карьера
Воспитанник уральского футбола. Футбольную карьеру начинал в 2020 году в составе клуба «Акжайык» в первой лиге. 28 июня 2021 года в матче против клуба «Тараз» дебютировал в казахстанской Премьер-лиге (3:0), выйдя на замену на 91-й минуте вместо Евгения Козлова.

## Достижения
«Акжайык»
- Серебряный призёр Первой лиги Казахстана: 2020

## Клубная статистика
| Игровая карьера | Игровая карьера | Игровая карьера | Лига | Лига | Кубок | Кубок | Межд. | Межд. | Др. | Др. |
| --------------- | --------------- | --------------- | ---- | ---- | ----- | ----- | ----- | ----- | --- | --- |
| 2020            | Акжайык         | Б               | 3    | 1    | —     | —     | —     | —     | —   | —   |
| 2021            | Акжайык         | А               | 1    | 0    | 1     | 0     | —     | —     | —   | —   |
| 2021            | Акжайык М       | В               | 16   | 6    |       | —     | —     | —     | —   | —   |
| 2022            | Акжайык         | А               | —    | —    | —     | —     | —     | —     | —   | —   |